# Єлагін Семен Дмитрович
Семен Дмитрович Єлагін (нар. 12 лютого 1911, село Нововасилівка Таврійської губернії, тепер Бердянської міської ради Запорізької  області — 31 січня 2004, Москва) — радянський партійний і державний діяч. Депутат Верховної Ради УРСР 3-го скликання. Депутат Верховної Ради Казахської РСР 5-го, 8—9-го скликань.

## Біографія
Народився у бідній селянській родині. Трудову діяльність розпочав у 1927 році наймитом, був вантажником Бердянського морського порту. Працював бригадиром та головою правління колгоспу біля міста Бердянська. Служив у Червоній армії.
У 1936 році закінчив Оріхівську школу радянського і партійного будівництва.
У 1936—1941 роках — пропагандист, завідувач відділу Бердянського районного комітету ЛКСМУ; 1-й секретар Осипенківського районного комітету ЛКСМУ; інструктор районного комітету КП(б)У Запорізької області.
Член ВКП(б) з 1939 року.
У 1941—1942 роках — директор Бердянського свинорадгоспу Запорізької області.
У 1942—1943 роках — завідувач сектору Калмицького обласного комітету ВКП(б).
У 1943 — вересні 1946 року — 2-й секретар Осипенківського районного комітету КП(б)У Запорізької області; 1-й секретар Новомиколаївського районного комітету КП(б)У Запорізької області.
У 1946—1948 роках — слухач Вищої партійної школи при ЦК КП(б)У.
У 1948—1951 роках — 1-й секретар Кам'янсько-Дніпровського районного комітету КП(б)У Запорізької області.
У 1951—1952 роках — слухач Курсів перепідготовки при ЦК ВКП(б).
У 1952—1955 роках — заступник голови виконавчого комітету Самаркандської обласної ради депутатів трудящих Узбецької РСР.
У 1955 — квітні 1957 року — 2-й секретар Південно-Казахстанського обласного комітету КП Казахстану.
У квітні 1957 — лютому 1961 року — 1-й секретар Павлодарського обласного комітету КП Казахстану.
У 1961—1965 роках — директор Джанашарського навчально-дослідного господарства Енбекшиказахського району Алма-Атинської області Казахської РСР.
У 1965—1970 роках — начальник Алма-Атинського обласного управління сільського госпдарства. Одночасно, у 1965—1970 роках — заступник голови виконавчого комітету Алма-Атинської обласної ради депутатів трудящих.
У 1970—1977 роках — голова виконавчого комітету Алма-Атинської обласної ради депутатів трудящих Казахської РСР.
У 1978—1984 роках — начальник Управління «Головмосбуду» міста Москви.
У 1984—1993 роках — проректор Московського інституту інженерів сільськогосподарського виробництва.
З 1993 року — на пенсії у Москві.

## Нагороди
- орден Леніна
- орден Жовтневої Революції
- два ордени Трудового Червоного Прапора
- два ордени «Знак Пошани» (23.01.1948,)
- орден Червоного Прапора
- орден Вітчизняної війни 1-го ступеня (6.11.1985)
- орден Вітчизняної війни 2-го ступеня (1.02.1945)
- медалі